# Euhesma serrata
Euhesma serrata là một loài Hymenoptera trong họ Colletidae. Loài này được Cockerell mô tả khoa học năm 1927.